# Tour Ève
La tour Ève est un gratte-ciel à usage mixte (résidentiel et bureaux) situé dans le quartier d'affaires de La Défense, en France (précisément à Puteaux).
Construite en 1974, cette tour de 109 m de haut appartient à la deuxième génération des gratte-ciel de la Défense. Il s'agit par ailleurs du 4e plus haut immeuble résidentiel du quartier d'affaires, après la tour Les Poissons, la tour Défense 2000 et la tour France.
Elle contient 321 appartements et 7 000 m2 de bureaux.
L'accès piéton est au 1 place du Sud 92800 Puteaux. L'accès au parking de la tour est rue Paradis 92800 Puteaux. 
L'accès voiture peut se faire par le parking villon. 
L'accès livraison se fait par voie de la pyramide 92800 Puteaux

## Galerie

Façade nord